# 女王的教室
女王的教室（日语：女王の教室）是日本電視台2005年夏季製作並播放的電視劇集。2006年春季製作共兩集的特別篇，為本劇集的前傳。此劇於2006年3月20日在台灣緯來日本台播出，並於2006年7月23日起在香港無綫電視翡翠台播放，以平均收视25点成為香港電視史上收視最高的日劇，也於2007年2月18日起在香港無綫劇集台播映。另外，韓國MBC電視台2013年翻拍此劇的同名電視劇，6月播放。

## 概要
本劇是一個以兒童的角度，去描述像女王一般的支配着整個班級的女教師 阿久津真矢（天海祐希）與半崎小學6年3班的學生1年間的「戰鬥」的故事。
「好好的清醒起來吧。」教室中正響着「女王」冷酷無情的回聲……
測驗成績差的學生要當上名為「班長」、實為打掃清潔學校的職務；一位小女孩因休憩時間忘記了上洗手間，跟着上課時又不被批准上，而最後導致失禁；秘密調查學生們的隱私，並以這些他們沒有告訴家長們的秘密來威脅他們……此等過於冷酷無情與激烈的內容引起了極大的迴響，早在播放初期，官方留言板上就掀起了持正反雙方意見的人的「議論」了。此外，也有人將此劇與同一時期播放的「孩子們的戰爭」（KIDS WAR）及「東大特訓班」（龍櫻）來作比較。
另外，一方面有不少人認為此劇是個「問題節目」，但另一方面也有人，雖然似乎對這種「熱血教師」的刻板模式感到厭倦，但仍然表示支持，結果在劇集的播放初期，觀眾的評價出現了明顯的分歧。然而，隨着劇情的發展，劇集的支持度也逐漸增加，結果收視率從首集的14.4%攀升到大結局的25.3%，是近年罕見的高收視紀錄。
從外表看來冷酷無情的阿久津真矢對「教師變成『牆壁』並擋着去路，如果學生們不以自己的力量去跨越它的話，他日就無法跨越『真正的牆壁』了」此論點表示贊同，再加上天海非常出色的演技、充滿魅力的童星們全力的演出，期待着「續集」的意見因而被掀起了。因此，在2006年3月17日、18日連續兩晚（晚上9時）播放了特別篇，真矢過去的經歷也因而變得清晰了。
本劇獲得了第24回向田邦子賞、第32回「放送文化基金賞」電視劇節目優秀賞等獎項。

## 主要角色

### 6年3班成員
- 阿久津真矢（在特別篇中一度從夫姓為富塚 真矢）（年齡不詳　推定在2005年為37歲） - 天海祐希（香港配音：黃玉娟）

主角、新到任並成為和美就讀6年3班的導師如惡魔一般冷酷的教師。能完美無暇地處理任何事情，包括跳舞、游泳、護理、格鬥等等。任何時候都不帶着微笑，時時就像能劇的面具般目無表情，唯一一次是在神田和美升上中學後對她說的一句Aloha，在其背影後第一次露出笑容。服裝通常是黑色的高領的衣服，髮型是圓髮髻（在特別篇後篇是馬尾辮）。化妝則看來是有的，但並不是濃妝豔抹。
如果你把午餐供餐的咖喱打翻的話就不讓你吃午飯、在上課時不讓你上洗手間、斷然否認你所做過的努力、把成績不優秀的學生的測驗答題紙向半空丟、強令成績最差或反抗自己的學生做清潔打掃的工作（相反地，成績最好的學生則享有特權）、暑假期間仍然要讓學生到校上課…等等，這位教師起初看起來就是這麼冷酷無情，然而實際上…
另外，同事天童詩織的父親可能是唯一知道她的過去的人。
（在設定上，沒人知道阿久津的年齡，不過在後來的特別篇中，描述了她約在1994年（特別篇上篇：《墮天使》其中一個鏡頭顯示真矢任教班級的點名簿是94年度）當時是25歲，因此在原作中的年齡約為37歲。）
- 神田 和美（12歲） - 志田未來（香港配音：何璐怡）

總希望能創造美好回憶、就讀小學6年級的平凡的女孩。無論如何也無法理解其班主任所做的一切背後的意義的同時，又持續被自己一直認為值得信賴的朋友們與同學們背叛。然而，她卻一直保護着背叛了她的「朋友們」，並相信她所在的6年3班會有奇跡發生…。而她在透過與真矢的「戰鬥」期間不知不覺地長大成人了，並且引領着全班的同學們克服各種困難。這是一個令劇情出現轉捩點的學生角色。
女王前傳之墮落天使後篇完結前，真矢前往半崎小學任教前夕就已將和美列為目標學生，並暗自希望和美能帶領全班成長。
- 真鍋 由介（12歲） - 松川尚瑠輝（香港配音：謝潔貞）

跟經營小食店而又喜歡作女性打扮的外公兩人一起生活。一個經常開玩笑的極為開朗的角色，但有着被親生母親遺棄的悲痛過去。後來也習慣了隨意放縱的生活…雖然他有這樣的想法，但後來卻成為班中第一個理解和美的想法的人，自己也因此而逐漸成長了。在舉行畢業典禮當日，他終於跟分開了長達7年的母親重逢了（真矢四處尋找他的母親，並說服她出席其兒子的畢業典禮）。是僅次於神田和美重要的學生角色。
- （進藤光）（12歲） - 福田麻由子（香港配音：張頌欣）

每次都是最先把測驗做完並取得滿分，同時也擁有強烈的正義感的天才少女。然而，因自己非常喜歡的父親為了「工作」而拋棄了自己，又因為母親的緣故而失去了好友，進藤因而憎恨她母親，並把自己封閉在自己的內心世界裡，與世隔絕。然而一直抱着憤世嫉俗的思想的她，卻因為遇上和美這位真正的好朋友而重拾原來的積極性，並與和美一起引領着6年3班的同學們。
- 馬場 久子（12歲） - 永井杏（香港配音：朱妙蘭）

無論在學習上還是在運動方面都感到困難，性格內向，在班中也沒有好朋友。非常喜歡繪畫。背叛了一度成為了自己的好友的和美並成為班中的「監視員」。但後來在和美的諒解的溫暖下，發出了要與和美共同進退的宣言。對班中的畢業製作有着重大的貢獻。
- 佐藤 惠里花（12歲） - 梶原光（香港配音：曾秀清）

直到還是5年級學生時還是和美的「好友」（但只是因為大家的惰性而走在一起）。性格上有一點自私。盜取了班中同學的錢包，卻嫁禍給和美，讓她含冤受屈。然而後來大家都知道了真正的盜賊是誰了後，自暴自棄的她準備在學校的教室中放火，幸好被後來趕到現場的真矢及時制止了。
- 田中 桃（12歲） - 伊藤沙莉（香港配音：林雅婷）、安藤 櫻（12歲） - 森本更紗（香港配音：林元春）

與惠里花一樣，本來是和美的好友。後來因誤信惠里花的謠言，以為和美就是偷錢包的人而跟她絕交。當得悉惠里花才是犯人時，就改與惠里花絕交。然而最後在和美等人的游說下，與其他同班同學一起跟惠里花重修舊好。

### 6年3班成員的家人

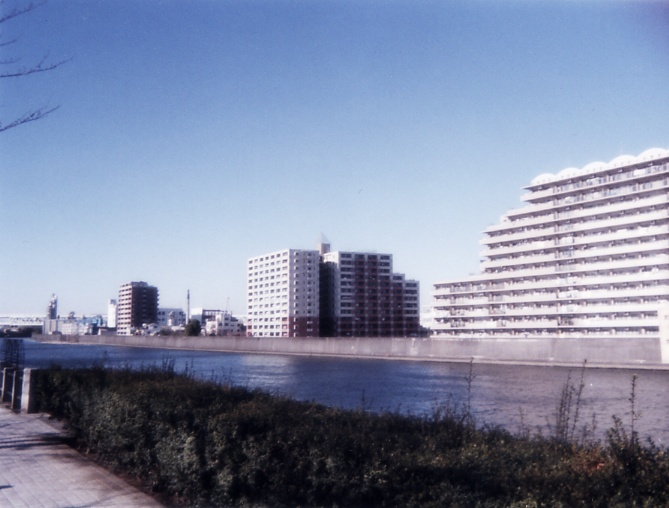
神田家所在的公寓（圖中央的建築物）
（所處地段：東京都足立區小台二丁目、隅田川畔）
（可到 這裡 參看其他外景拍攝場地的位置及照片）

- 神田 章子（37歲） - 羽田美智子（香港配音：沈小蘭）

和美的母親。非常粗心大意（例如經常打破碗碟），就連和美他們也要說「媽媽能否控制一下自己嗎？」、「沒事嗎？不如讓我來做吧，可以嗎？」。無法好好的理解孩子們的內心世界，也不是個能好好地表達自己的意見的人。一位非常普通的全職家庭主婦，因帶有自卑感這種負面的情結令她從來沒出外工作過。經常蒙騙自己並不是這個意思，但看到和美因為跟真矢「戰鬥」而在這個過程中逐漸長大成人後，她自己也發生了變化…。
和美和優的父親，也就是章子的丈夫武（尾美としのり），從前與她是同一所高校的前後輩，而在武畢業那天，章子向他表白了，因而展開了兩人的愛情。
- 神田 武（39歲） - （香港配音：潘文柏）

和美的父親。是一位在廣告公司工作的白領職員。經常嚴厲對待自己當全職主婦但又粗心大意的妻子，就算下班回家後也不怎麼願意聽妻子所說的話，「我很疲倦啊。下次再說吧。」是他的口頭禪。就算有時早了回家，也會說「你有沒有給孩子們吃好的啊？」如此責備妻子的話。還有，照顧孩子們的工作全都留給妻子去做了。然而，因為妻子與和美的變化，令他也發生變化起來了。
- 神田 優（15歲） - 夏帆（香港配音：梁少霞）

和美的姊姊。體弱多病，患有哮喘，但仍然常為妹妹設想。在家中架着眼鏡，出外時則配戴隱形眼鏡。自己以體弱多病為由而不上學去，並持續地瞞着父母沒有上學去的事實。然而在看到和美成長的過程後改變了初衷，下定決心再度上學去了。
- 真鍋 恭志（54歲）　- 篠井英介（日语：篠井英介）（香港配音：翟耀輝）

由介經營小食店的外公。持有「就算上學不是持續整天也沒有什麼分別」的觀點。基本上讓由介做由介自己想做的事情。在和美探訪小食店時拿出果汁來招待她。一個富有幽默感的人，其裝扮與語調也很有個性。希望能跟由介建立「要喊我『婆婆』」這個約定。在參觀日當日以「老師的教育很好」來大讚真矢。
- 真鍋 真由美（29歲）　- 酒井若菜（香港配音：鄭麗麗）

由介的母親。在大結局登場。真矢找到她的下落並秘密地跟她見面，並且希望她出席她兒子的畢業典禮。事隔7年再次與自己的兒子重逢，她含着淚對由介說「對不起，由介」的同時緊緊擁抱着他。此時由介才知道，他母親一直都沒有忘記了他。
- 進藤 麗子（35歲） - 奧貫薫（日语：奥貫薫）（香港配音：曾秀清）

小光的母親。雖然作為單親家庭中的母親，但仍然能妥當地維持自己的工作，而工作也是神田和美的母親——章子一直所憧憬着的（故事后期，章子并进入丽子自行开设的工作室工作）。謙虛，上进，很有事业心，並且對和美等人和藹（也许由于故事中所说明的之前对小光好朋友的原因），外表看來是一位擁有理想形象的母親，過去卻曾經以非常難聽的說話侮辱了小光的好朋友，并被小光误会害死了自己的好友。她的女兒因此在心靈上受到創傷，從此也就一直對她不闻不问了，每天不愿回家，且愿意留在学校做勤杂工或去书店看书。直到学校安排的上課參觀日當天，才跟她道歉和解。但小光其实一直理解母亲的想法，知道母亲对待工作的认真和对待抚养她一样重要（参看剧中丽子与章子的对话）。
- 佐藤 芳江（40歲） - 黑田福美（日语：黒田福美）（香港配音：雷碧娜）

惠里花的母親。自己認為自己的孩子是最好的、典型的重視教育的媽媽，另一方面卻在縱容惠里花。當惠里花的電子寵物被真矢沒收後，她帶領着班級的監護人們如行軍般進入學校裡，教師們也因而被她們痛罵了。但就在跟真矢相談時，家長們都回到真矢掌握之中、變成與真矢同一陣線。
另外，她又曾表示過，除非和美與惠里花的成績有所改善，否則她將會拆散兩人的好友關係。然而，在上課參觀日當天，在聽到惠里花向她陳述，關於和美「無論我對她做過什麼都仍然肯原諒我」後，她們幾個人之間就互相諒解了。

### 教職員
- （天童詩織）（25歲） - 原沙知繪（日语：原沙知絵）（香港配音：陸惠玲）

6年2組的班主任。是所謂的「好好老師」類型的年輕教師。因為她堅決認為學生們都真的會理解他們有否盡力做到最好了，所以指導學生時都顯得和藹可親的。但這樣卻在其後常被其學生的家長投訴其教育方法，多次受「更換班主任」一事困擾，其後更受到真矢原來的上司（校長），也就是詩織的父親（平泉成）嚴厲指責，認為她資質不足以當教師的工作。充滿教書熱誠的她卻處處受苦，因此一度想辭職並跟其戀人結婚…。在跟真矢爭執令到壓力大增後，經常到卡拉OK店激烈地唱歌來解壓。此外，與和美同学关系甚密（如：一起唱卡拉OK、和美跟她說的“不做教师也可以是朋友”等）。她在于故事末尾，接受并施行了与真矢同样的教学观点与方法（即严厉的对待学生）。
- 上野教頭（上野教導主任）（45歲） - 半海一晃（日语：半海一晃）（香港配音：招世亮）

任職教導主任這個較低級的職位。起初對真矢的處事方式作出批評，常常並持續的否定她的行動。而當教育委員會的指示下達來了時，曾企圖強逼真矢改變其指導學生的方法。然而到了大結局時，他終於接受了真矢的教育方針。
- 近藤校長（55歲） - 泉谷茂（日语：泉谷しげる）（香港配音：梁志達）

在真矢在再教育中心接受指導完畢後（2005年2月）親自造訪她的家，對真矢的經歷與指導方針表示贊同，並同意聘用她當半崎小學的教師。他一直保護着真矢直至最後一刻，是個本性並不差，但卻「不可靠的」人物。曾承諾當遇上不方便的情況時會說「已經在其後委託給了教頭先生」來蒙蔽其他人。在校舍內經常穿着平針織衣服。不過他也有精明的地方，例如藉着讓真矢回來拿回遺留在學校裡的電腦的機會讓她出席學校畢業典禮。
- 並木 平三郎（44歲） - 內藤剛志（日语：内藤剛志）（香港配音：陳欣）

6月1組的班主任，6年級學生的學級主任。曾經充滿當教師的熱情，但後來逐漸地變成只會看其他教師和學生面色的老師。完全被學生打敗了的他卻完全沒有為意。當監護人們到學校來質詢關於真矢的事情時也無法提供什麼意見。然而，在跟真矢共事後，他終於重拾過去的熱情。

### 其他人物
- 西鄉 百合子 - 根岸季衣（日语：根岸季衣）（香港配音：林丹鳳）

東京都教育委員會的職員。因為有人在教育會員會的網站中寫下了關於真矢的投訴，因而前來學校調查。在觀課的時候，以嚴厲的眼神盯着真矢。觀課完畢後，以「這種人也能當教師，實在奇怪。而你們，為何會覺得她符合當教師的資格呢？」這番說話及可怕和憤怒的樣子向校長及教頭表示憤怒。

## 6年3班的學生
學生名以五十音排序。名字是紅色的人物為女生，藍色的為男生。
| 人物         | 演員       | 香港版配音員 |
| ------------ | ---------- | ------------ |
| 安藤櫻       | 森本更紗   | 林元春       |
| 石橋鐵矢     | 伊藤純平   | 梁少霞       |
| 太田徹       | 押川大輔   | 周文瑛       |
| 落合初       | 田村勇馬   | 黃麗芳       |
| 刈谷孝子     | 佐佐木光   | 曾佩儀       |
| 神田和美     | 志田未來   | 何璐怡       |
| 黑木秀樹     | 登野城佑馬 | 蔡惠萍       |
| 齊藤望       | 梅岡南斗   | 曾秀清       |
| 佐藤惠里花   | 梶原光     | 曾秀清       |
| 島田瑪莉（） | 柳田衣里佳 | 鄭麗麗       |
| 進藤光（）   | 福田麻由子 | 張頌欣       |
| 田中桃       | 伊藤沙莉   | 林雅婷       |
| 田端美知子   | 高橋香波   | 黃麗芳       |
| 地井圭次     | 高橋伯明   | 雷碧娜       |
| 中村一郎     | 針井翔太郎 | 黃鳳英       |
| 西川浩一     | 酒井翔太郎 | 陳凱婷       |
| 馬場久子     | 永井杏     | 朱妙蘭       |
| 不破翔太     | 野村江利也 | 林丹鳳       |
| 星仁美       | 前田樹     | 朱妙蘭       |
| 松本繪真（） | 高田彩香   | 陳凱婷       |
| 真鍋由介     | 松川尚瑠輝 | 謝潔貞       |
| 三田村誠     | 鎌田篤     | 沈小蘭       |
| 宮内里繪     | 中村泉貴   | 黎桂芳       |
| 山下健太     | 西原信裕   | 伍秀霞       |

## 幕後工作人員
- 編劇：遊川和彥
- 導演：大塚恭司（日语：大塚恭司）、岩本仁志（日语：岩本仁志）、渡部智明、木内健人
- 配樂：池賴廣
- 製作：大平太（日语：大平太）（日本電視台）、仲野尚之（日活攝影所）
- 製作合作：日活攝影所
- 製作著作：日本電視台廣播網

## 女王的教室特別篇
就電視劇的高收視率以及觀眾的反應，日本電視台於2006年3月17日、3月18日（21：00～22：54）這2天播放了以阿久津真矢的過去為焦點的特別篇，並取得壓倒同時段播放的「凝視着愛與死亡」（朝日電視台）的高收視率（宮崎放送則在2006年4月8日及15日（12:00~13:54）播放，而香港無綫電視翡翠台就在10月7日及10月8日晚播放）。
在特別篇中，描述了在2006年4月，阿久津真矢因在任教的小學期間所發生的數件事件的責任問題，而第2次被送往再教育中心，並從她每天到再教育中心的研修時，從她的回想中帶出她過去所經歷過的事情。除了神田和美（志田未來）與真鍋由介（松川尚瑠輝）外，沒有其他舊有的6年3班學生的演出（從原來11集中轉移過來使用的片段除外）。

### 前篇～墮天使～
（註：香港無綫電視將本篇的名稱譯作「天使墮落」。）
於2006年3月17日播放。描寫了真矢還是個有顆燃燒着美好理想之心的美麗教師的時候、最初擔任6年級班主任的1994年4月至2000年11月間，作為教師、母親、妻子而受苦的故事。
（故事實際上開始的年份並沒有確實交代過，上述之起始年份是推斷出來的。）

#### 演員
- 富塚 保彥（30歲） - 生瀨勝久（香港配音：張炳強）

真矢的丈夫。常常對真矢溫柔體貼之餘又沒有忘記關注翔（富塚翔）的事情，可說是向他們倆傾注自己對他們的愛心。然而有一天，夫婦間的關係因兒子的離世而崩潰了。
- 富塚 翔（5歲） - 武井証（香港配音：蔡惠萍）

真矢的獨生子。是個無論遇到的事情有多困難，都會盡一切努力去應付的處事認真的孩子。然而，因為某些原因，他患上了罕見的妥瑞症，而後來更在捕捉蝴蝶期間因失足而跌入湖中溺斃。
- 池內 愛 - 後藤果萌（12歲時）、戶田惠梨香（17歲時）（香港配音：鄭麗麗）

就讀神原小學6年1班。被真矢深深吸引着，並開始私下地跟她進行交換日記。然而在真矢表示不願意再跟她這麼做的時候，她對真矢的態度急劇的轉變了。她是導致真矢被逼離校的人物。
- 池內 美榮子（35歲） - 三浦理惠子（香港配音：謝潔貞）

池內愛的母親。常以「愛 chan ga、愛 chan ga」（日语罗马字）這口頭禪說着自己的孩子是最可愛的，當女兒學壞了時又不經努力就放棄教導了。可說是導致愛的行為偏差的元兇。
- 松平校長（56歲） - 諏訪太朗

存在感薄弱的校長，常讓教頭提供意見，所以當發生了池內愛的問題時，只是在附和着教頭的意見。
- 桐谷教頭（桐谷教導主任）（50歲） - 金田明夫（香港配音：盧國權）

典型的小角色類型，關於教育的思想也古舊。當發生了愛的問題時，對真矢的解釋完全充耳不聞，還公然表示「被阿久津老師背叛了」。
- 阿久津 真一（58歲） - 西岡德馬（香港配音：盧國權）

真矢的父親。私立學校的經營者。因在招生時做了一些不正當的事情，真矢跟他斷絕了關係。直到他離世也沒有機會跟真矢和解。
- 阿久津 美矢子（53歲） - 江波杏子（香港配音：袁淑珍）

真矢的母親。曾勸說失去了兒子、跟丈夫離婚了、家園也沒有了的真矢回到父母家裡去。直到最後一刻仍然希望丈夫與真矢能和解，然而後來這個願望也幻滅了。
- 上田（40歲） - 石原良純（香港配音：林國雄）

東京都教職員再教育中心的執行官。他是一位精英，但認為這份毫無弛張的工作既沒有目標也沒有成功感。然而他對真矢及其教育方針非常有興趣。
- 天童 喜一（54歲） - 平泉成（香港配音：陳永信）

離婚後、恢復教職員工作的真矢最初赴任的小學的校長。天童詩織的父親。雖然作為一位教育家，有自己的教育理念與理想，也有教育的熱誠，然而在英二的事件發生時卻無法保護着真矢。在原連續劇中，他到訪其女兒任教的小學那裡，並當着學校其他教職員面前嚴厲批評她缺乏作為教師的資質，並且再次跟重新當教師的真矢碰面了。此時他女兒詩織才得悉，過去其父親與真矢的關係。

### 後篇～惡魔降臨～
於2006年3月18日播放。講述真矢在2002年11月至翌年2月，以中泉小學作為舞台，與一位橫行霸道的男學生的對決。繼續展示了真矢的過去，描述了在主故事中曾出現的「胸口上的大疤痕」背後的秘密，以及後來從2005年4月開始的近一年的時間到了半崎小學任教的原因，並在結尾時與主故事的第1集連接。

#### 演員
- 宮内 典子（35歲） - 西田尚美（香港配音：雷碧娜）

英二的母親。天資聰穎的長子因一宗意外而身亡，此後她對英二的溺愛令英二的行為變得異常起來，而她對待真矢態度也相當嚴厲。
- 上田（40歲） - 石原良純（香港配音：林國雄）
- 宮内 英二（13歲） - 森田直幸（香港配音：黃鳳英）

真矢當班主任的6年2班的學生。因心臟病而住院整整一年，所以雖然是6年級生，但已經13歲了。成績優良，什麼類型的運動也難不了他，實際上是班中暗地裡的支配者。然而在跟真矢對決後，因被班裡其他同學無視而準備退學，但後來在真矢厲聲斥責下驚醒過來，並下定了決心，要與被他欺負但仍然替他擔憂的里中同學等，一起在那所小學畢業。
- 里中 翼（12歲） - 伊藤大翔（香港配音：陸惠玲）

真矢當班主任的6年2班的學生。對學習和運動都感到困難，並在班中受到集團式的欺凌──教科書被人塗鴉，臀部被同班的奧平用圓規刺傷，褲子又常被人脫下，甚至連學校提供的午餐，也被人當作垃圾箱丟入鉛筆屑。後來他企圖自殺但失敗，但在真矢的引導下令他不會再被別人的欺凌打倒。在故事最後部分，他向宮內表示，宮內是他的「重要的朋友」。
- （12歲） - 池田晃信

真矢當班主任的6年2班的學生。對宮內唯命是從，與另外4個人欺負里中，又被「培訓」成偷錢包的小偷。然而自從里中不再回校後，奧平就成為新一個被欺負的目標了。
- 宮内 雅臣（40歲） - 矢島健一（香港配音：招世亮）

英二的父親。擁有在東京大學法律學系畢業的學歷。經常對英二說「你是最強的。是世上最強的人。」這番幾乎是口頭禪的話。使用一切對自己有利的權力來封着真矢的嘴巴。曾表示「不讓一位教師再次擔任教職，是非常容易的」。
- 平野教頭（平野教導主任）（50歲） - 清水章吾（香港配音：鄧榮銾）

極為討厭麻煩的事情。當事情發展至對學校及自己不利的時候，會歇斯底里的想儘快和平地把事情解決。因此在英二的事件發生時的最初期就把真矢辭退了。
- 天童 喜一（54歲） - 平泉成（香港配音：陳永信）

天童詩織的父親；中泉小學的校長。一直支持和認同真矢的教學方法，但因典子為其子英二報復而向教肯委員投訴，終令喜一被迫把真矢解僱。真矢完成第一次再培訓後，於半畸小學重任教師。直至喜一有一次到該校找詩織時，才發現真矢和詩織已經成為同事。
- 柳版仲野（港譯：山脇信也）

由介就讀的中學的同級生。留級一年的他在由介進來後，就與之結成好友。

## 主題曲、原聲音樂
- 『EXIT』－ 放浪兄弟（EXILE）（AVEX）　發售日：2005/8/24
- 『女王的教室 o.s.t』－池賴廣　（VAP）　發售日：2005/9/15
- 『女王的教室 special edition~the best selection of 池賴廣~』－池賴廣　（VAP）　發售日：2006/4/5

## 書
- 書『女王的教室 The Book』－日本電視台編（日本電視台廣播網）（ISBN 4-8203-9946-2） 發售日：2005/9/12
- 書『女王的教室 The Book　特別篇 前後篇』－日本電視台編（日本電視台廣播網）（ISBN 4-8203-9961-6） 發售日：2006/3/17
- 雜誌『電視劇　7月號』（映人社）發售日：2006/6/17

※刊登了「女王的教室」第1集與大結局的情節

## DVD
- DVD『女王的教室 vol.1』『vol.2』『vol.3』『vol.4』 （VAP）　發售日：2005/12/21

『女王的教室 DVD-BOX』※只有BOX裝附上特典DISC （VAP）　發售日：2005/12/21
- DVD『女王的教室特別篇 前篇 ~墮天使~』、『後篇 ~惡魔降臨~ 』（VAP）　發售日：2006/6/21

『女王的教室特別篇 DVD-BOX』 （VAP）　發售日：2006/6/21

## 播放日期、副題及收視率
| 集數   | 中文副題                                                     | 播放日及收視率 | 播放日及收視率 | 播放日及收視率 | 播放日及收視率 |
| 集數   | 中文副題                                                     | 日本關東地區   | 日本關東地區   | 香港           | 香港           |
| ------ | ------------------------------------------------------------ | -------------- | -------------- | -------------- | -------------- |
| 1      | 魔鬼般的教師與一班小學六年級學生一年間的戰鬥紀錄！           | 2005/07/02     | 14.4%          | 2006/07/23     | 25點           |
| 2      | 魔鬼老師的眼淚！？小朋友秘密的過去與悲哀友情的告白！         | 2005/07/09     | 16.6%          | 2006/07/30     | 25點           |
| 3      | 好友・背叛・淚 小學最後的回憶…老師拜託，請讓我跳舞！         | 2005/07/16     | 17.0%          | 2006/08/06     | 25點           |
| 4      | 被大家說是小偷 班級的崩潰・尋找犯人 老師，請把朋友還給我！！ | 2005/07/23     | 14.1%          | 2006/08/13     | 25點           |
| 5      | 朋友都消失了…已不再去學校了！老師，您為什麼要欺負我？        | 2005/07/30     | 13.8%          | 2006/08/20     | 25點           |
| 6      | 沒有暑假！被壓迫的小朋友引發悲劇和奇蹟！！                   | 2005/08/06     | 16.9%          | 2006/08/27     | 25點           |
| 7      | 學校燃燒的夜晚，魔鬼教師流下血涙…老師拜託，救救我朋友！      | 2005/08/13     | 16.5%          | 2006/09/03     | 26點           |
| 8      | 不做畢業製作了！是魔鬼還是天使？學生知道魔鬼教師的悲痛過去   | 2005/08/20     | 14.6%          | 2006/09/10     | 27點           |
| 9      | 魔鬼教師的刺客                                               | 2005/09/03     | 17.4%          | 2006/09/17     | 25點           |
| 10     | 真矢，最後一課                                               | 2005/09/10     | 19.7%          | 2006/09/24     | 24點 最高26點  |
| 大結局 | 真矢不在的畢業典禮                                           | 2005/09/17     | 25.3%          | 2006/10/01     | 26點 最高28點  |
| 特別篇 | 前篇「墮天使」（「天使墮落」）                               | 2006/03/17     | 18.7%          | 2006/10/07     | 21點           |
| 特別篇 | 後篇「惡魔降臨」                                             | 2006/03/18     | 21.2%          | 2006/10/08     | 28點           |

## 小道消息
- 在每集結束時出現的結尾片段，其實是由天海提議的。天海展露了由在寶塚歌劇團負責排舞的川崎悅子所編排的舞蹈。目的是，由於電視劇的內容太過冷酷，所以至少在結尾時將氣氛弄的輕鬆一點。演員們的笑容，以及錄影廠在拍攝完畢後的景象，都被加入到結尾片段中，由此來特別強調這個故事是「純屬虛構的」。而關於這個舞蹈，天海在官方留言板上留言，表示「令我想起寶塚時代的事情」。
- 「星球大戰」中的達斯·維達（黑武士）成為了阿久津真矢的模特兒。換句話說，她的衣着是仿照此星球大戰角色的外觀的。
- 某些角色的名字的背後，其實是有意思的。例如（阿久津真矢）→惡魔（ akuma）、（天童詩織）→天使（ tenshi）、→（好友）、（進藤光）→神童　等等。天童詩織未婚夫名「康彥」，而真矢前夫名「保彥」，無巧不成書兩者均讀作。第六集裏真矢諷刺天童詩織教書不成就想嫁掉以逃避失敗，其實正是自己的翻版，兩個男人都名為，或許與此劇情不無關係。另外，半崎小學的HANZAKI（ハンザキ）其實是大山椒魚的別稱，頑強的生命力令牠就算身體斷開兩截都仍能生存下去。其意思是希望能擁有一個強健的心，無論遇到什麼困難也會堅持到底把它克服。
- 神田家的電視機畫面中，曾放映過「娛樂的惡魔」這個綜藝節目（「娛樂之神」的詼諧作）。此外，在「娛樂的惡魔」出現過的搞笑組合「島田夫妻」也在娛樂之神中演出。在「娛樂的惡魔」中演出的還有神壇之松，他曾指導過飾演真鍋由介的松川尚瑠輝如何演出棟篤笑，但遺憾的是，該段名為「科馬內奇!!」、關於大師北野武的棟篤笑，最後從播出的11集中刪去了。※可在DVD特典DISC中觀看這個片段。
- 本劇使用了一所小學的廢棄校舍來拍攝的。此外，此校舍的課室，在經過修飾後，在「野豬大改造」中再次被使用。
- 在週刊中森繪都的短篇小說「黑魔法與麵包」，有評論說部分內容與本劇的某些內容相似（但製作人一方否認了）。
- 青木沙耶加為電視節目「HOT HIT LIVE ON WEDNESDAY NIGHT!」製作了一套名為「青木女王的教室」的詼諧作品。決定性的對白「好好清醒起來吧。」由青木說出。另外，神奈月在同電視台的「模仿的戰役」節目中模仿阿久津真矢，因錯誤的模仿，由「好好的清醒起來吧。」變成「好好的起來（起床）吧。」，引人發笑。
- 飾演阿久津真矢的天海祐希與飾演進藤光的福田麻由子，曾在電視劇「最後的禮物」中飾演過兩母女。而飾演天童詩織的原知沙繪與飾演神田和美的志田未來，曾於「Zako檢察官・潮貞志之事件簿系列」中合演過。此外，飾演西鄉百合子的根岸季依，曾與志田未來於「春與夏」中合作過。「春與夏」的拍攝時間比本劇的要早一點，然而根岸在接受一本雜誌訪問時表示，對志田未來的成長速度感到驚訝。
- 同一檔次的下個節目「野豬大改造」中有6年3班的學生們演出。演出的場面有，在第2集「（秘密）美女大作戰」中，小谷信子（堀北真希）在雨之中走上石製梯級前往神社時的場面。中村、島田、田端、石橋、山下（角色名字）這5位學生被確認在此時出現過。此外，在同一集中，隅田川高校的學生們使用了黃色的油漆到校服上時，在本劇第4集、神田和美（志田未來）所描繪的天竺鼠出場了。而橋本甜歌也在本劇播放後的一個電視節目的繪畫歌環節中繪畫了一頭天竺鼠，可見其影響力究竟有多大。
- 在DVD特典中6年3班無經刪剪的創作舞蹈片段中，實際只有21人參與。神田和美、真鍋由介、進藤光並沒有演出（與劇情有關）。
- 在特別篇「後篇～惡魔降臨～」中表現出色、飾演宮內英二的森田直幸，曾與在本篇中飾演真鍋由介的松川尚瑠輝在真鍋由介角色的最後選拔中競爭過。

## 獲獎
- 第46回 日劇學院賞（2005年） 主演女優賞：天海祐希、新人俳優賞：志田未來、腳本賞：遊川和彥

- 2005年年度日刊體育日劇大賞 主演女優賞：天海祐希
- 第32屆放送文化基金賞 主演女優賞：天海祐希、電視劇部門優秀獎

- 第14回 橋田賞 最佳編劇：遊川和彥
- 第24回 向田邦子賞 最佳編劇：遊川和彥

## 提名
- （ TVB）萬千星輝頒獎典禮2006 提名最佳外購節目（最後三強）

## 評議
盡管本片多次強調劇情為虛構（甚至在片尾曲中安排拍攝工作人員入鏡等），本劇在日本播出時，仍惹來熱烈的爭議，投訴和支持的言論都相當多。在不同地區播放時，亦有類似的情況，例如在香港有教育工作者批評這套劇是鼓吹威權體制教育，但亦有教育同工知道該劇在日本的反響，建議家長與子女一起收看，然後再下結論。另外，本劇在台灣雖有播出但並無像香港和日本那般引起喧然大波反而是很平靜的播完，不過網路上的討論也是非常熱烈。
關於本劇的評論和文化分析，可參閱外部連結的文章。

## 中国翻拍版本
2021年，《女王的教室》将会翻拍成中国版本，为《女神的教室》，由中央广播电视总台、中国电影股份有限公司出品，中国国际电视总公司、中国电视剧制作中心有限责任公司、中央广播电视总台影视剧纪录片中心、中央广播电视总台体育青少节目中心联合出品，本剧翻拍自日本电视剧《女王的教室》。由著名电视剧导演巨兴茂指导，由央视少儿节目主持人杜悦及一众童星主演。共20集，故事背景位于北京的一所虚构小学。预计于2021年6月在北京开拍，2022年在央视电视剧频道和少儿频道首播。

## 外部連結

### 資料性連結
- 日本NTV官方網站（页面存档备份，存于）
- 緯來日本台（页面存档备份，存于）、TVB《女王的教室》介紹網頁及留言板
- 外景拍攝場地一覽表（部分連照片及/或地圖）（页面存档备份，存于） 衛星圖
- 特别篇外景拍攝場地一覽表（部分連照片及/或地圖）（页面存档备份，存于） 衛星圖
- Henrypotter：劇情篇：把教室帶到地獄裏去（页面存档备份，存于）

### 分析、評論性連結
- 教局籲家長陪看「魔鬼老師」，2006年8月1日《星島日報》（Internet Archive存檔）
- 鄧小樺《女王的教室》的平凡（页面存档备份，存于）
- 湯禎兆：日本精英主義教育觀唯我獨尊，2006年8月28日《星島日報》年華版，＋鄧小樺：〈反叛的精英．隱匿的女王〉，2006年8月20日《明報》（页面存档备份，存于）
- 小狼：「現實」社會的女王教室，2006年9月8日《中國時報》人間版（Internet Archive存檔）
- Henrypotter：我們不需要阿久津老師，可是……（页面存档备份，存于）
- 小崎月美：淺淡「女王的教室」──阿津久是誰叫來的
- 庫斯克：本末倒置──女王的教室
- 施家祺：看《女王的教室》的一點我見

## 作品的變遷
| 日本 日本電視台 週六大劇場         | 日本 日本電視台 週六大劇場             | 日本 日本電視台 週六大劇場 |
| ---------------------------------- | -------------------------------------- | -------------------------- |
|                                    | 女王的教室 （2005.7.2 - 2005.9.17）    |                            |
| 瑠璃之島 （2005.4.16 - 2005.6.18） | 野豬大改造 （2005.10.15 - 2005.12.17） |                            |

| 香港 無綫電視翡翠台 星期日晚                                                                          | 香港 無綫電視翡翠台 星期日晚                                                        | 香港 無綫電視翡翠台 星期日晚 |
| --- | ----------------------------------------------------------------------------------- | ---------------------------- |
| | 女王的教室 （2006.7.23 - 2006.10.1） 女王的教室（特別篇） （2006.10.7 - 2006.10.8） |                              |
| 上一特別安排節目：法證先鋒（大結局） （2006.7.16） 上一連載節目：王子變青蛙 （2006.2.12 - 2006.6.25） | 一公升眼淚 （2006.10.15 - 2006.12.24）                                              |                              |